# Howard and Moore Complete Checklist of the Birds of the World
A Complete Checklist of the Birds of the World is een boek, oorspronkelijk samengesteld door Richard Howard en Alick Moore. Het is een lijst in boekvorm met alle vogelsoorten van de wereld. Het was de eerste complete lijst van vogelsoorten met hun ondersoorten die in één boek werd gepresenteerd. Het was een moderne opvolger van de 15-delige Check-list of birds of the world (1931-1987) van James Lee Peters.
De eerste druk verscheen in 1980. De tweede druk verscheen in 1991 met een appendix met 282 wijzigingen in 1994. 
De derde druk verscheen in 2003. Deze uitgave werd geredigeerd door Edward C. Dickinson, geassisteerd door David Pearson (voor de vogels van Afrika), James V. Remsen (Amerika), Kees Roselaar (ZMA, voor het Palearctisch gebied) en Richard Schodde (Australazië). Dickinson nam Azië voor zijn rekening. Er is een voorwoord van Richard Howard. Alick Moore overleed vóór de voorbereidingen voor de derde druk begonnen. 
In 2013 verscheen een vierde druk in twee delen, weer onder redactie van Dickinson samen met J.V. Remsen jr. en Les Christidis.
Naast deze volledige checklist bestaan er andere volledige lijsten zoals de:
- IOC World Bird List[1] en de
- The Clements Checklist of Birds of the World.[2]